# Conyza trihecatactis
Conyza trihecatactis là một loài thực vật có hoa trong họ Cúc. Loài này được (S.F.Blake) Cuatrec. mô tả khoa học đầu tiên năm 1963.